# Markusy
Markusy (Markushof fino al 1945) è un comune rurale polacco del distretto di Elbląg, nel voivodato della Varmia-Masuria.
Ricopre una superficie di 108,56 km² e nel 2004 contava 4 085 abitanti.
Comunità urbane e rurali:
| - Balewo (Baalau) - Brudzędy-Stare Dolno - Dzierzgonka (Sorgenort) - Jezioro (Thiensdorf) - Kępniewo (Kampenau) - Krzewsk (Hohenwalde) | - Markusy (Markushof) - Nowe Dolno - Rachowo (Kronsnest) - Stalewo (Stalle) - Stankowo-Topolno - Węgle-Żukowo | - Wiśniewo (Augustwalde) - Zwierzno (Thiergart) - Zwierzeńskie Pole (Thiergarthsfelde) - Złotnica (Güldenfelde) - Żółwiniec-Jurandowo (Wengelwalde-Rosenort) - Żurawiec (Schwansdorf) |

Località minori: Nowe Kępniewo, Tynowo (Thienhof), Zdroje.